# Austrocarabodes australis
Austrocarabodes australis är en kvalsterart som först beskrevs av Balogh och Csiszár 1963.  Austrocarabodes australis ingår i släktet Austrocarabodes och familjen Carabodidae. Inga underarter finns listade.